# Élisabeth Fischer
Lisbeth Fischer est  un  personnage de La Comédie humaine d'Honoré de Balzac qui apparaît uniquement dans La Cousine Bette.
En 1838, Balzac la compare à une araignée au milieu de sa toile et il en fait la description suivante : « Paysanne des Vosges dans toute l'extension du mot, maigre, brune, les cheveux d'un noir luisant, les sourcils épais et réunis par un bouquet, les bras long et forts, les pieds épais, quelques verrues dans sa face longue et simiesque, tel est le portrait concis de cette vierge. » Bien que plus jeune de cinq ans que sa cousine Adeline, elle la jalouse depuis leur petite enfance pour sa beauté, et maintenant, parce qu'Adeline est baronne Hulot d'Ervy
Née en 1795 dans les Vosges, elle arrive à Paris en 1809 où elle devient apprentie-brodeuse, puis ouvrière en passementerie. Elle apprend seule à lire, écrire et compter, et dès 1811, elle est première demoiselle dans le magasin des frères Pons où elle dirige la fabrication. Elle refuse l'offre de son cousin, le baron Hulot d'Ervy, de s'associer à la maison Pons, elle redevient simple ouvrière, et refuse cinq prétendants.
En 1833, elle sauve du suicide son voisin d'immeuble, le comte Wenceslas Steinbock ; elle le met en apprentissage chez Florent et Chanor (maison où l'on cisèle le bronze). Elle s'éprend vite du jeune homme qu'elle considère comme « son amoureux ». Hortense, la fille d'Adeline Hulot, lui arrache des confidences sur cet homme en 1837.
En 1838, Bette Fischer, qui a pour voisins d'immeuble les Marneffe, accepte de servir d'intermédiaire entre Valérie Marneffe et le baron Hulot. Tandis qu'elle complote avec Valérie Marneffe, Hortense Hulot et Wenceslas annoncent leur mariage. La cousine Bette enrage, elle envisage de reporter son dépit sur le maréchal Hulot, car en l'épousant, elle deviendrait comtesse de Forzheim.
Le vieux maréchal meurt le 7 août 1841, quatre jours avant la publication des bans du mariage. Sans domicile, elle va vivre avec Adeline et tombe malade. Horace Bianchon lui prodigue des soins, mais, dépitée de voir sa famille enfin heureuse, elle meurt cette même année de phtisie aggravée.